# Bertalan család (szenttamási)

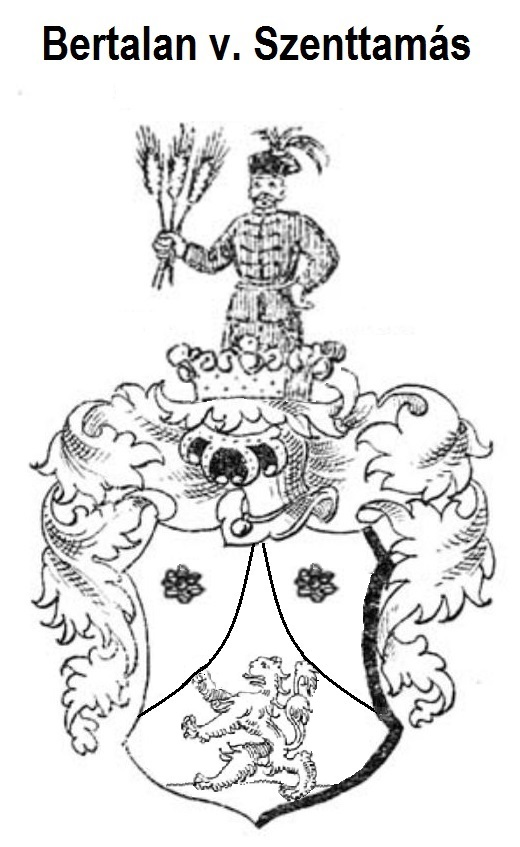
A szenttamási Bertalan család címere (1630. december 28).

A szenttamási Bertalan család egy Zala- és Vas vármegyei nemesi család, amely már kihalt.

## A család története

### 17. és 18. század
1630. december 28-án hűséges szolgálataiért nemességet és címert szerzett Bertalan István (fl. 1628–1656) és felesége Katalin, valamint leányuk, Borbála II. Ferdinánd magyar királytól Sopronban. Bertalan István anyja a nemesi származású bődi Zongor Anna (fl. 1628) volt, akinek köszönhetően bírt földet Szenttamáson már 1628–ban. A bődi Zongor család már 1507-ben Nemesbődön, 1543-ban Szenttamáson földbirtokosként szerepelt; 1560. szeptember 8-án beődi Zongor Mátyás földbirtok adományban részesült Bődön I. Ferdinánd magyar királytól. 1628-ban nemes Schitkovics Györgyné szerdahelyi Kesserű Julianna asszony 300 magyar forintért eladott egy földbirtokrészét Szenttamáson az armálist szerző idősebb Bertalan Istvánnak, valamint anyjának bődi Zongor Annának. Bertalan István az armálisát a Zala vármegye közgyűlésén, Körmenden, 1635. június 15-én, majd pedig Szombathelyen, 1648. június 26-án a Vas vármegye közgyűlésén hirdette ki. 1648-ban idősebb Bertalan István, földbirtokos,Szenttamáson lakott, ahonnan ered a nemesi előneve a családnak.
Az armálist szerző idősebb Bertalan Istvánnak (fl. 1628–1656) a fia, ifjabb szenttamási Bertalan István (fl. 1673–1687), földbirtokos, aki 1673. május 16. Zala megyei alszolgabíró, majd 1686-ban Vas vármegyei esküdt. Felesége nemes Kerpacsics Katalin (fl. 1691), aki nemes Kerpacsics István (fl. 1636-1659), zalaegerszegi várkapitány, földbirtokos és a Buzád-Hahót nembeli csányi Csány Katalin (fl. 1666) lánya volt. Kerpacsics Istvánné Csány Katalin pedig Csány Imre (fl. 1592–1652) birtokos és pölöskefői Eördögh Katalin leánya volt; Eördögh Katalinnak az ősanyja Háshágyi Katalin (fl. 1476), akinek a férje 
hídvégi Polányi Osvát (fl. 1458-1518), szlavón vice-bán, Vas vármegye alispánja, földbirtokos, és egyben lánya volt Háshágyi István (fl. 1440–1493) országbírói ítélőmesternek, valamint rokona Háshágyi Dénes (fl. 1483–1536), nagykanizsai várnagynak, és Háshágyi Imre (fl. 1536–1577), Zala vármegye alispánjának. Csány Imrének az apja csányi Csány Bernát (fl. 1549–1581), Zala vármegye alispánja, országgyűlési követe, földbirtokos volt. Kerpacsics Istvánné Csány Katalinnak a leánytestvére Csány Magdolna (fl. 1659–1666), akinek az első férje Zobothin Zsigmond (fl. 1659), majd halála után Szvetenay Izsák (fl. 1666) hitvese lett. Bertalan István és Kerpacsics Katalin házasságából három fiúgyermek született: Bertalan János, aki 1713-ban már nem élt; Bertalan György, aki pósfai Tulok Erzsébetet, Tulok Gergely és béri Balogh Judit lányát vette el; és Bertalan Ádám (fl. 1708–1731).
Egy 1731-ben kelt tanúvallomás alapján tudható, hogy Bertalan Ádám akkoriban 58 éves volt, azaz körülbelül 1673-ban születettet. Bertalan Ádám (fl. 1708–1731) feleségül vette az ősrégi és tekintélyes Nádasdy család köznemesi ágából való Nádasdy Máriát, akinek a szülei nádasdi Nádasdy Tamás (fl. 1678), földbirtokos és meszléni Meszlény Éva (fl. 1688-1699) voltak. Bertalan Ádámné Nádasdy Mária apai nagyszülei Nádasdy Boldizsár (fl. 1636–1664), Vas vármegye alispánja, országgyűlési követe, földbirtokos, és tarródi és németszecsődi Tarródy Orsolya (fl. 1628–1638) voltak; anyai nagyszülei meszléni Meszlény Benedek (fl. 1620–1660), Vas vármegye alispánja 1646. és 1656. között, országgyűlési követe, földbirtokos és a kerecseni Szalay családból való kerecseni Szalay Katalin voltak. Az apai nagyapai dédszülei nádasdi Nádasdy Tamás (fl. 1586–1619), Vas vármegye alispánja 1591 és 1600, majd 1608 és 1619 között, földbirtokos, valamint a lengyeltóthi Lengyel családnak a sarja, lengyeltóthi Lengyel Katalin (fl. 1613) voltak. Bertalan Ádámné Nádasdy Mária felmenői között a lengyeltóti Lengyel-, a dalkai Hathalmy-, a némai Kolos-, a bisági Geréczy- a nádasdi Darabos-, a szapári Szapáry-, valamint a  ghyczi és assa ablanczkürthi Ghyczy családok találhatóak. Bertalan Ádám ága kihalt, mivel csak lányok maradtak életben: Barna Jánosné Bertalan Éva, Gludovácz Jánosné Bertalan Júlia és Bertalan Klára, akinek a férje a pókafalvi Póka család sarja, pókafalvi Póka Gábor (fl. 1728-1752), szentléránti és söjtöri birtokos, aki 1741-ben vasi insurgens kapitány volt. Bertalan családnak a vagyonának egy része leányágon a pókafalvi Póka családon keresztül a lovászi és szentmargitai Sümeghy család kezébe jutott.
Bertalan György és idősebb Patay István (fl. 1697–1724), söjtöri birtokosok egy kis korcsmaházat a csurgói határban, a postaúttól nyugatra együtt épített a 18. század elején. Bertalan György és pósfai Tulok Erzsébet egyetlen fiú gyermeke Bertalan Ferenc, aki 1733-ban szerepelt a Vas vármegyei összeírásban Szenttamáson, majd az 1754/1755 évi összeírásban Zalában lakott Söjtörön. 1739-ben Bertalan Ferenc perelte zalabéri Horváth Zsigmondot, mert nem hajlandó visszaadni azt az elzálogosított söjtöri birtokot, amelyet még a felperes apja és bátyja, Bertalan György és Bertalan Ádám engedtek át a kiváltásig Horváthnak. Hatszáz forint volt az összeg, amelyet az alperes apjának, Horváth Ferencnek a jogért fizetnie kellett volna – és fizetett is, mint azt fia az irat bemutatásával hitelesen bizonyítja. Bertalan Ferenc első feleségét, chernelházi Chernel Teréziát (1703-?), Chernel Ferenc és motkószentkereszti Motkó Borbála lányát, 1748. január 21-én vette el Köveskúton. A házasságukból egy gyermeke született, a többi majd a második nejétől nemes Lenti Teréziától született. 1752. június 18-án Bertalan Ferenc és nemes Sümeghy Ferencné pókafalvi Póka Marianna (1729–1797), aki a néhai pókafalvi Póka Gáborné szenttamási Bertalan Klára lánya volt, osztályos megállapodásra jutott bizonyos söjtöri és szenttamási birtokokkal kapcsán.
Bertalan Ferencnek az egyik fia, Bertalan József (1750-1796), söjtöri földbirtokos, aki Rábahidvégen 1780. június 25-én feleségül vette az ősrégi nemesi Hahót nemzetségbeli csányi Csány Teréz (1755-1827) kisasszonyt. A menyasszonynak az apja a néhai csányi Csány Imre, huszár kapitány, nagybajomi földbirtokos volt; az egyik esküvői tanú jakabházi Sallér István (1726-1789), nádori ítélőmester, földbirtokos, aki elsőfokú unokatestvére volt Csány Imrének a második feleségének, jakabházi Sallér Jozefának.

### 19. század
Az egyik fiúgyermeke Bertalan Ferencnek szenttamási Bertalan József (1750-1796), földbirtokos volt. Bertalan József és csányi Csány Teréz (1755-1827) gyermekei Söjtörön születtek, azonban csak egy fiúgyermek vitte tovább a családot: Bertalan Tamás (1787-1827), táblabíró, söjtöri földbirtokos. Bertalan Tamás 1811. április 14-én feleségül vette Csabrendeken nagymádi és várbogyai Bogyay Anna Mária (1790-1833) kisasszonyt, akinek a szülei nagymádi és várbogyai Bogyay József (1758-1816), földbirtokos és séllyei Séllyey Anna (1761-1798) voltak. Bogyay Józsefné Séllyey Anna szülei Séllyey László, ügyvéd, söjtöri földbirtokos és Oszterhuber Magdolna voltak. A nagyszülei Séllyey István, berényi tiszttartó, földbirtokos és petrikeresztúri Patay Judit; Séllyey Istvánné Patay Juditnak a szülei a petrikeresztúri Patay családnak a sarja, idősebb Patay István (fl. 1697–1724), teskándi, söjtöri és tófeji földbirtokos, esküdt, és bánszegi Bán Erzsébet (1656–1736) voltak. Bertalan Tamás és Bogyay Anna frigyéből két leánygyermek házasodott meg: az egyik szenttamási Bertalan Rozina (1819-1849), aki nemes Kerkápoly Sándor (1814-1854) ügyvéd, söjtöri földbirtokosnak a felesége volt; a másik leánygyermek szenttamási Bertalan Jozefa (1814–1895), akit Söjtörön, 1832. június 17.-én nemes Chinorányi József (1803–1842), táblabíró, a kapornaki járás gyámi szolgabírója, földbirtokos vett feleségül. Bertalan Tamás lányaival kihalt a szenttamási Bertalan családnak az ő ága.
A másik fiúgyermeke Bertalan Ferencnek idősebb Bertalan János (1758-1836), földbirtokos volt. Idősebb Bertalan János 1789. április 30-án Mihályfán feleségül vette a forintosházi Forintos családnak a sarját, forintosházi Forintos Juditot (1768-1808), akienk a szülei forintosházi Forintos Ádám (1733-1781), táblabíró, földbirtokos és a zalamegyei nemes lovászi és szentmargitai Sümeghy család sarja nemes Sümeghy Judit (1746-1801) lányát. Forintos Ádámné Sümeghy Judit szülei nemes Sümeghy József (fl. 1743–1747), táblabíró, földbirtokos és prosznyákfalvi Prosznyák Éva (1725–1779); az apai nagyszülei nemes Sümeghy Mihály (fl. 1716–1727), Zala vármegye főjegyzője, törökverő vitéz, földbirtokos és a nemesi származású Foky családból való Foky Judit (fl. 1700–1723) asszony voltak. Forintos Ádámnak a fivére forintosházi Forintos Gábor (1723–1782) királyi tanácsos, Zala vármegye első alispánja, országgyűlési követe, táblabíró, jogász, birtokos. Forintos Ádámné Sümeghy Juditnak az elsőfokú unokatestvére lovászi és szentmargitai Sümeghy József (1757-1832) Zala vármegye alispánja, királyi tanácsos, táblabíró, a zalai aulikusok egyik vezetője, földbirtokos volt. Bertalan János és Forintos Judit gyermekei Mihályfán születtek és nőttek fel; az egyik lányuk szenttamási Bertalan Anna Rozália (1794–1819), akit Mihályfán, 1810. november 26-án muzsáji Dóczy Gábor (1785–1859), táblabíró, földbirtokos vett el. A családot tovább vitte Bertalan János és Forintos Judit egyik fia: ifjabb szenttamási Bertalan János (1801–1835), mihályfai földbirtokos.
Ifjabb szenttamási Bertalan János (1801-1835), mihályfai földbirtokos Alsóiszkázon 1829. január 18-án feleségül vette az ősrégi nemesi családból valót martonfalvi Martonfalvay Szidónia (1812-1861) kisasszonyt, akinek a szülei Martonfalvay Sándor, földbirtokos és töreki és külsőváthi Töreky Katalin voltak. Bertalan János és Martonfalvay Szidónia frigyéből három leány született, akikkel végleg kihalt a család fiúágon. A legidősebb lányuk nemes Francsics Antalné Bertalan Hedvig (1829–1859), Bertalan Judit (1831-1915), akinek a férje poklostelki Ács Ferenc (1828–1916), költő, honvédhadnagy, földbirtokos, valamint Bertalan Klára (1835–1914), akinek a férje rigácsi Polgár Antal (1826–1905), esküdt, a zalaszántói járás szolgabírája, 1848-49-es honvéd-huszár altiszt, földbirtokos.